# Дьюла Лорант
Дьюла Лорант (угор. Lóránt Gyula, нар. 6 лютого 1923, Кьосег — пом. 31 травня 1981, Салоніки), справжнє ім'я Дьюла Липович — угорський футболіст, що грав на позиції захисника. По завершенні ігрової кар'єри — футбольний тренер. У складі національної збірної Угорщини — Олімпійський чемпіон 1952 року та віце-чемпіон світу 1954 року.

## Клубна кар'єра
Народився 6 лютого 1923 року в місті Кьосег. Вихованець футбольної школи клубу «Кьосег» з рідного міста.
Під час Другої світової війни грав за угорські клуб «Халадаш», «Надьварад» та «Вашаш», вигравши з другою із них чемпіонат Угорщини у 1944 році.

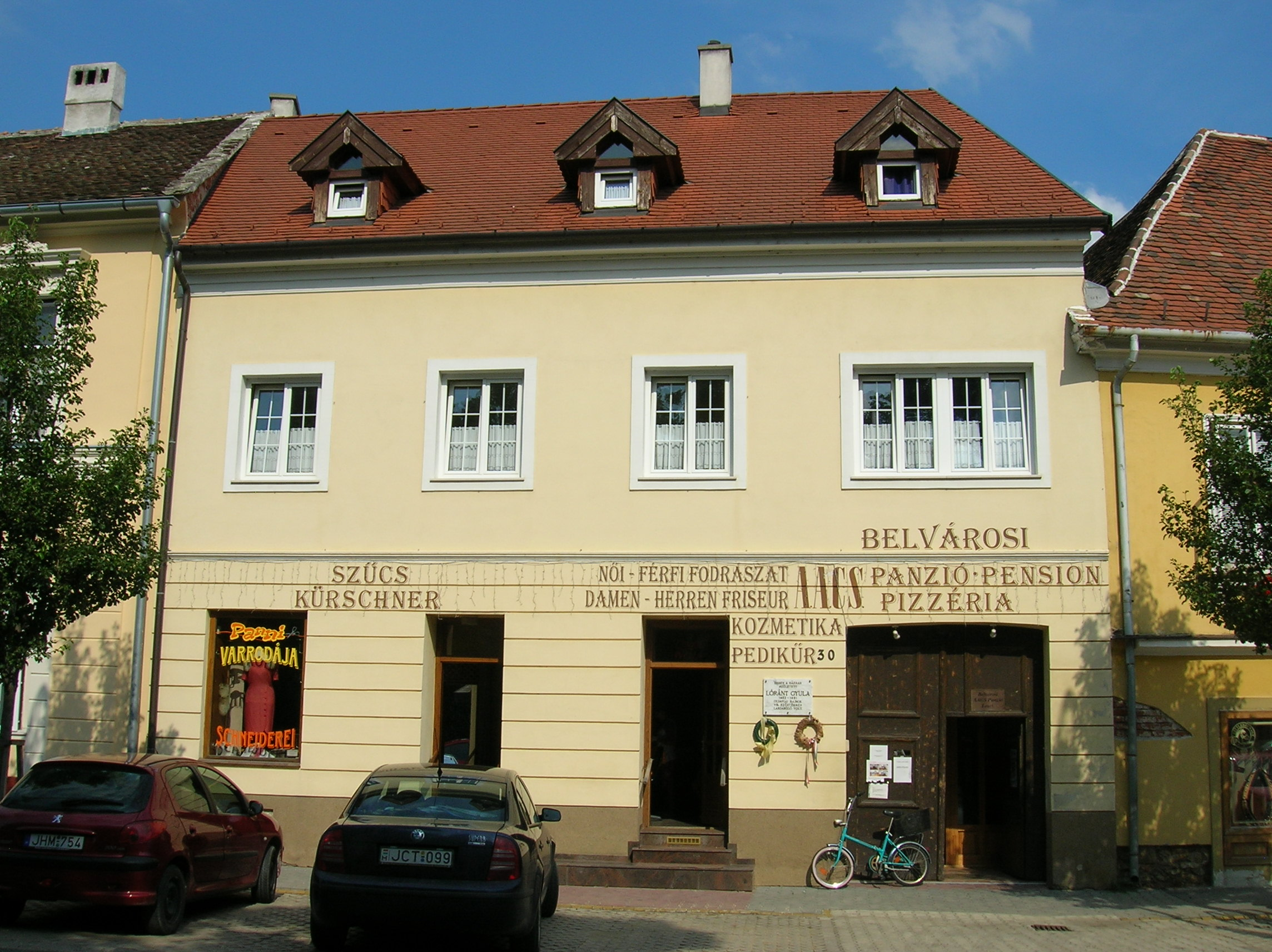
Будинок у місті Кьосег, в якому народився Дьюла Лорант.

1945 року, по завершенні війни, повернувся у «Надьварад», який став румунським клубом і отримав назву «Лібертатя» (Орадя). Наступного сезону Лорант перейшов до іншого румунського клубу ІТ (Арад), з яким виборов титул чемпіона Румунії.
1947 року Дьюла повернувся у «Вашаш», де провів чотири наступних сезони. Незгідний з новим комуністичним політичним ладом у країні, в січні 1949 року Лорант спробував слідом за своїм одноклубником Ладиславом Кубалою перетнути австро-угорський кордон, але був виявлений в кузові вантажівки. Наступні десять місяців він провів у концентраційному таборі, заарештований новим комуністичним урядом. Його звільнили лише після втручання тренера національної збірної Угорщини Густава Шебеша.
1951 року став гравцем «Гонведа». Відіграв за клуб з Будапешта наступні п'ять сезонів своєї ігрової кар'єри, вигравши за цей час тричі чемпіонат Угорщини у 1952, 1954 і 1955 роках.
Протягом сезону 1956 року, який не був завершений через революцію, захищав кольори команди клубу «Спартакус» (Будапешт) з другого дивізіону.
Завершив професійну ігрову кар'єру у клубі «Вац», за який виступав протягом 1956—1957 років.

## Виступи за збірну
1949 року дебютував в офіційних матчах у складі національної збірної Угорщини.
У складі збірної був учасником футбольного турніру на Олімпійських іграх 1952 року у Гельсінкі, здобувши того року титул олімпійського чемпіона. Наступного року став з командою переможцем Кубка Центральної Європи з футболу, а ще через рік — фіналістом чемпіонату світу 1954 року у Швейцарії, на якому зіграв у 5 матчах, в тому числі і у програному німцям фіналі (2:3).
Протягом кар'єри у національній команді, яка тривала 7 років, провів у формі головної команди країни 37 матчів.

## Кар'єра тренера
Розпочав тренерську кар'єру, повернувшись до футболу після невеликої перерви, 1962 року, очоливши тренерський штаб клубу «Гонвед», де пропрацював один рік, після чого став тренером «Дебрецена». Незважаючи на це, Лорант не полишав спроб перебратися на Захід. Справа в тому, що після втечі з Угорщини ряду провідних гравців (зокрема Пушкаша, Кочиша, Цибора та ін.), футбольне господарство країни перебувало у стані ступору, і молодий тренер волів, скориставшись своєю популярністю у футбольному світі, виїхати до ФРН — країну, яка традиційно мала інтерес до східноєвропейських футбольних фахівців.
Саме у ФРН Лоранту вдалося зіграти важливу роль у становленні Бундесліги як нового і самобутнього турніру. Лорант виніс з уроків Густава Шебеші вміння будувати командну гру таким чином, щоб найбільш яскраві гравці могли максимально розкрити свій потенціал, працюючи на користь всієї команди. Цей принцип чудово підходив для Бундесліги, де, на відміну від інших європейських чемпіонатів, не було клубів-гегемонів, зате майже кожна команда мала у своєму складі принаймні одну зірку світового рівня, що засвітилась у футболці збірної ФРН. Так в «Кельні» у Лоранта ключову роль грали два Вольфганга — Оверат і Вебер, а у «Кікерсі» (Оффенбах) лідером був Зігфрід Гельд.
В кінці 1974 року Лорант покинув ФРН і став тренером грецького ПАОКа. Однією з причин, через які він вибрав Грецію і ПАОК, стала порада його лікаря. Щоб боротися з хворобою шкіри, яка турбувала його багато років, він повинен був жити в сонячній країні з теплим кліматом. Він дебютував на тренерському містку клубу з Салонік з перемоги над «Олімпіакосом» (2:0) у грудні 1974 року. Під керівництвом Лорана ΠΑΟΚ вперше в своїй історії виграв чемпіонат у сезоні 1975/76. Увесь сезон команда йшла на другому чи третьому місці. В останньому ігровому турі «двоголові» приймали вдома АЕК і завдяки голу Нето Гуеріно (1:0) став чемпіоном. «Ми весь сезон бігали в гумовому взутті», — заявив угорський фахівець, намагаючись підкреслити, як непросто ПАОКу було завоювати цей трофей. Крім успіху в чемпіонаті, під керівництвом Лоранта ПАОК обіграв 1:0 «Барселону» на «Тумбі». Однак влітку 1976 року Дьюла вирішив покинути клуб, який не міг задовольнити його високих фінансових вимог.
Після цього Лорант повернувся у ФРН, очоливши «Айнтрахт». Тут угорський тренер зробив ставку на перевірений тріумвірат: Бернд Гельценбайн — Юрген Грабовскі — Карл-Гайнц Кербель, але серйозних результатів з командою досягти не встиг, оскідьки вже 1977 року став тренером «Баварії». Сталося це у вкрай непростий для мюнхенців період історії, коли команда, яку тільки що покинув «великий кайзер» Франц Бекенбауер, стояла на порозі зміни поколінь. Не зважаючи на те, що стара гвардія (Герд Мюллер і Улі Генесс) ще показувала високий клас, чемпіонську тарілку виграти не вдавалося з 1974 року. Для тренера стало очевидним, що необхідно поступово зміщувати акцент в атаці на більш молодого, але вже цілком авторитетного Карла-Гайнца Румменігге. У захисті ж Лорант ключову роль відвів молодому Клаусу Аугенталлеру.
Незважаючи на те, що серйозних результатів Лоранту з «Баварією» домогтися не вдалося, угорець зіграв важливу роль в процесі перетворення «Баварії» у гегемона німецького футболу. Лорант був одним з тих, хто створював нове обличчя господарів «Олімпіаштадіону». Крім того, після відставки Дьюли Лоранта біля керма мюнхенського гіганта залишився його співвітчизник і помічник — Паль Чернаї.
1979 року Дьюла недовго попрацював з «Шальке 04», головною ударною силою якого був Клаус Фішер.
Попрацювавши майже з десятком клубів Бундесліги, Лорант в квітні 1980 року прийняв пропозицію грецького ПАОКа, де він вже успішно працював у 1974-76 роках. Але пропрацювавши лише рік, під час домашнього матчу з «Олімпіакосом» Дьюла Лорант раптово помер прямо на тренерській лавці. На тренерському містку ПАОКа він провів 89 матчів і є третім за цим показником після Леса Шеннона і Ангелоса Анастасіадіса.

## Смерть

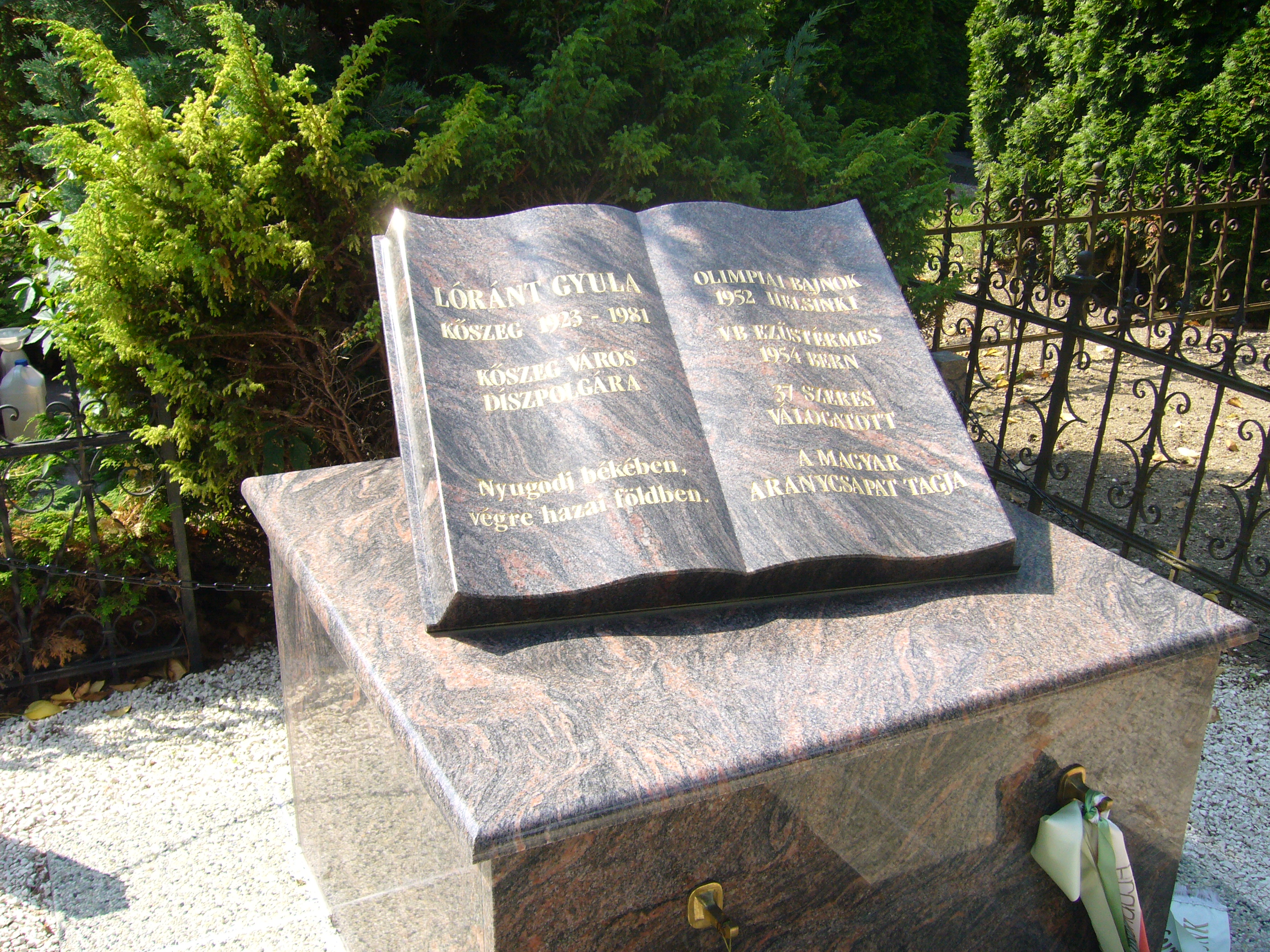
Могила Лоранта у місті Кьосег.

31 травня 1981 року на 17 хвилині матчу ПАОК — «Олімпіакос» Лорант знепритомнів. Не відразу його асистенти зрозуміли, що сталося. Лікар команди зробив йому штучне дихання і через вісім хвилин карета швидкої допомоги відвезла тренера до лікарні, де констатували смерть. Гравці, не знаючи про смерть наставника, продовжували грати і перемогли 1-0 завдяки голу Васіліса Васілакоса. Правду вони дізналися вже у роздягальні, де довго залишалися після цього, будучи не в змозі ні говорити, ні рухатися. Лікарі сказали, що його серце стислося, мабуть, через хворобу протягом останніх п'яти років.
На стадіоні «Тумба» розгорталася й інша трагедія. Дружина Лоранта Ів і його маленька дочка Молкі почули по радіо, що глава сім'ї зомлів і поспішили на стадіон. Перекладач Лоранта провів їх до лікарні, де вони дізналися страшну новину. В цей же день відбулися ще дві трагедії. 26-річний уболівальник ПАОКу Васіліс Боретос, який не зміг змиритися зі смертю Лоранта, покінчив життя самогубством, зістрибнувши з даху будинку в Салоніках, а в місті Кавала близький друг угорця, співак Хрістакіс Сірпос помер від третього і фатального серцевого нападу, дізнавшись про смерть тренера з новин.
Похований був на півдні Німеччини в Ендінген-ам-Кайзерштуль. Лише у травні 2011 року за ініціативою вдови і дочки футболіста тіло було перевезено до його рідного міста Кьосег.

## Титули і досягнення

### Як гравця
- Чемпіон Румунії (1):

ІТ (Арад): 1947
- Чемпіон Угорщини (4):

«Надьварад»: 1944: «Гонвед»: 1952, 1954, 1955
- Олімпійський чемпіон (1):

Угорщина: 1952
- Володар Кубка Центральної Європи з футболу (1):

Угорщина: 1953
- Віце-чемпіон світу: 1954

### Як тренера
- Чемпіон Греції (1):

ПАОК: 1976